# Symbolklasse
Symbolklassen sind mathematische Objekte aus dem Bereich der partiellen Differentialgleichungen. Sie wurden von Lars Hörmander eingeführt und werden deshalb manchmal auch Hörmander-Klassen genannt. Ihre Elemente sind eine Verallgemeinerung des Symbols eines Differentialoperators.

## Symbolklassen
Möchte man Verallgemeinerungen von Differentialoperatoren wie zum Beispiel Pseudodifferentialoperatoren oder Fourier-Integraloperatoren betrachten, so kann man auch Symbole von reellem Grad verwenden beziehungsweise untersuchen. Zu diesem Zweck wurden die Symbolklassen von Lars Hörmander eingeführt.

### Definition
Seien {\displaystyle n,N\in \mathbb {N} } natürliche Zahlen, {\displaystyle X\subset \mathbb {R} ^{n}} eine offene Teilmenge und {\displaystyle m,\rho ,\delta } reelle Zahlen mit {\displaystyle 0<\rho \leq 1} und {\displaystyle 0\leq \delta <1}. Dann versteht man unter {\displaystyle S_{\rho ,\,\delta }^{m}(X\times \mathbb {R} ^{N})} die Menge aller glatten Funktionen {\displaystyle a\in C^{\infty }(X\times \mathbb {R} ^{N})}, so dass für jede kompakte Menge {\displaystyle K\subset X} und alle {\displaystyle \alpha ,\beta \in \mathbb {N} \cup \{0\}} die Ungleichung
{\displaystyle \left|{\frac {\partial ^{\beta }}{\partial x^{\beta }}}{\frac {\partial ^{\alpha }}{\partial \xi ^{\alpha }}}a(x,\xi )\right|\leq C_{\alpha ,\beta ,K}(1+|\xi |)^{m-\rho |\alpha |+\delta |\beta |}}
für eine Konstante {\displaystyle C_{\alpha ,\beta ,K}} erfüllt ist. Die Elemente von {\displaystyle S_{\rho ,\,\delta }^{m}} werden Symbole der Ordnung {\displaystyle m} und des Typs {\displaystyle (\rho ,\delta )} genannt. Außerdem werden die Symbolklassen {\displaystyle S^{-\infty }} und {\displaystyle S^{\infty }} durch
{\displaystyle {\begin{aligned}S^{-\infty }&:=\bigcap _{m\in \mathbb {R} }S_{\rho ,\delta }^{m}\\S_{\rho ,\delta }^{\infty }&:=\bigcup _{m\in \mathbb {R} }S_{\rho ,\delta }^{m}\end{aligned}}}
definiert.

### Topologisierung
Die besten Konstanten der Ungleichung
{\displaystyle \left|{\frac {\partial ^{\beta }}{\partial x^{\beta }}}{\frac {\partial ^{\alpha }}{\partial \xi ^{\alpha }}}a(x,\xi )\right|\leq C_{\alpha ,\beta ,K}(1+|\xi |)^{m-\rho |\alpha |+\delta |\beta |}}
das heißt die Konstanten
{\displaystyle p_{K,\alpha ,\beta }(a):=\sup _{x\in K;\ \xi \in \mathbb {R} ^{n}}{\frac {\partial ^{\beta }}{\partial x^{\beta }}}{\frac {\partial ^{\alpha }}{\partial \xi ^{\alpha }}}a(x,\xi )(1+|\xi |)^{-m+\rho |\alpha |-\delta |\beta |}}
sind Halbnormen. Diese machen die Räume {\displaystyle S^{m}(X\times \mathbb {R} ^{n})} zu Fréchet-Räumen. Da {\displaystyle \textstyle S^{-\infty }:=\bigcap _{m\in \mathbb {R} }S_{\rho ,\delta }^{m}=\bigcap _{m\in \mathbb {Z} }S_{\rho ,\delta }^{m}} gilt und der abzählbare Durchschnitt von Fréchet-Räumen wieder ein Fréchet-Raum ist, ist auch {\displaystyle S^{-\infty }} ein Fréchetraum.

## Beispiele
Sei {\displaystyle X\subset \mathbb {R} ^{n}} eine offene Teilmenge.
- Identifiziert man den Raum der reellen Zahlen {\displaystyle \mathbb {R} } mit dem Raum der konstanten Funktionen, so ist dieser ein Teilraum von {\displaystyle S_{1,0}^{0}(X\times \mathbb {R} ^{N})}.
- Sei

{\displaystyle p(x,\xi )=\sum _{|\alpha |\leq k}a_{\alpha }(x)\xi ^{\alpha }}
mit Koeffizientenfunktionen {\displaystyle a_{\alpha }\in C^{\infty }(X)} ein Symbol eines Differentialoperators der Ordnung {\displaystyle k\in \mathbb {N} _{0}}. Dann gilt {\displaystyle p\in S_{1,0}^{k}(X\times \mathbb {R} ^{N})}.
- Sei {\displaystyle p(\xi )=(1+|\xi |^{2})^{m/2}} mit {\displaystyle -\infty <m<\infty }. Dann gilt {\displaystyle p\in S_{1,0}^{m}(X\times \mathbb {R} ^{N})}.[3]

## Eigenschaften
- Die Symbolklassen {\displaystyle S_{\rho ,\delta }^{m}(X\times \mathbb {R} ^{N})} sind für alle {\displaystyle m\in \mathbb {R} \cup \{-\infty ,\infty \}}, {\displaystyle 0<\rho \leq 1} und {\displaystyle 0\leq \delta <1} Montel-Räume.
- Differenzieren des Symbols nach der zweiten Variablen verbessert (also verringert) die Ordnung. Präzise bedeutet dies, dass die Abbildung

{\displaystyle p\mapsto {\frac {\partial ^{\beta }}{\partial x^{\beta }}}{\frac {\partial ^{\alpha }}{\partial \xi ^{\alpha }}}p(x,\xi )\colon S_{\rho ,\delta }^{m}(X\times \mathbb {R} ^{N})\to S_{\rho ,\delta }^{m-\rho |\alpha |}(X\times \mathbb {R} ^{N})}
linear und stetig ist.
- Multiplizieren zweier Symbole ergibt wieder ein Symbol, es gilt nämlich

{\displaystyle (p,{\tilde {p}})\mapsto p(x,\xi ){\tilde {p}}(x,\xi )\colon S_{\rho ,\delta }^{m}(X\times \mathbb {R} ^{N})\times S_{\rho ,\delta }^{m'}(X\times \mathbb {R} ^{N})\to S_{\rho ,\delta }^{m+m'}(X\times \mathbb {R} ^{N})\,.}
Diese Abbildung ist bilinear und stetig.
- Für {\displaystyle m\leq m'} gilt {\displaystyle S_{1,0}^{m}\subset S_{1,0}^{m'}}.
- Sei {\displaystyle a\in C^{\infty }(X\times \mathbb {R} ^{N})} positiv homogen vom Grad m für {\displaystyle |\xi |\geq 1}, das heißt

{\displaystyle a(x,\lambda \xi )=\lambda ^{m}a(x,\xi )}
für {\displaystyle \lambda \geq 1} und {\displaystyle |\xi |\geq 1}. Dann gilt {\displaystyle a\in S_{1,0}^{m}(X\times \mathbb {R} ^{N})}.
- Sei {\displaystyle X\subset \mathbb {R} ^{N}} offen und {\displaystyle m<m'}. Auf beschränkten Teilmengen von {\displaystyle S_{1,0}^{m}(X\times \mathbb {R} ^{N})} ist die durch {\displaystyle S_{1,0}^{m'}(X\times \mathbb {R} ^{N})} induzierte Topologie die Topologie der punktweisen Konvergenz.
- Sei {\displaystyle m<m'}. Dann ist {\displaystyle S^{-\infty }(X\times \mathbb {R} ^{N})} in der {\displaystyle S_{1,0}^{m'}}-Topologie dicht in {\displaystyle S_{1,0}^{m}(X\times \mathbb {R} ^{N})}.

## Asymptotische Entwicklung eines Symbols

### Definition
Sei {\displaystyle a\in S_{\rho ,\delta }^{m}(X\times \mathbb {R} ^{N})} ein Symbol. Existieren {\displaystyle a_{i}\in S_{\rho ,\delta }^{m_{i}}(X\times \mathbb {R} ^{N})} mit
{\displaystyle m=m_{0}>m_{1}>\ldots >m_{i}\to -\infty \quad i\to \infty \,,}
so dass
{\displaystyle a-\sum _{j=0}^{N-1}a_{j}\in S_{\rho ,\delta }^{m_{N}}(X\times \mathbb {R} ^{N})}
für jede positive Zahl {\displaystyle N\in \mathbb {N} } gilt. Die formale Reihe {\displaystyle \textstyle \sum _{j=0}^{\infty }a_{j}} ist eine asymptotische Entwicklung von {\displaystyle a} und man schreibt
{\displaystyle a\sim \sum _{j=0}^{\infty }a_{j}\,.}

### Eindeutigkeit
Die asymptotisch Entwicklung eines Symbols ist eindeutig modulo Symbole der Klasse {\displaystyle S^{-\infty }(X\times \mathbb {R} ^{N})}. Präzise formuliert heißt das:
Sei {\displaystyle m_{0}>m_{1}>\ldots >m_{i}\to \infty } eine Zerlegung mit {\displaystyle i\to \infty }  und sei {\displaystyle a_{i}\in S_{\rho ,\delta }^{m_{i}}(X\times \mathbb {R} ^{N})}. Dann existiert ein Symbol {\displaystyle a\in S_{\rho ,\delta }^{m_{0}}(X\times \mathbb {R} ^{N})}, so dass
{\displaystyle a\sim \sum _{j=0}^{\infty }a_{j}}
gilt. Gibt es ein weiteres Symbol {\displaystyle b} mit der gleichen asymptotischen Entwicklung, dann gilt {\displaystyle a-b\in S^{-\infty }(X\times \mathbb {R} ^{N})}.

## Klassisches Symbol
Ein klassisches Symbol ist ein Spezialfall eines Symbols aus dem Raum {\displaystyle S_{1,0}^{m}.} Diese erweisen sich im Zusammenhang mit Pseudo-Differentialoperatoren als einfacher zu handhaben. Eingeführt wurde diese Klasse von Funktionen von den Mathematikern Joseph Kohn und Louis Nirenberg.
Ein Symbol {\displaystyle a\in S_{1,0}^{m}(X\times \mathbb {R} ^{N})} heißt klassisches Symbol und man schreibt dafür {\displaystyle a\in S_{cl}^{m}(X\times \mathbb {R} ^{N})}, wenn es eine Ausschälfunktion {\displaystyle \phi \in C^{\infty }(\mathbb {R} ^{N})} gibt und Funktionen {\displaystyle a_{j}\in C^{\infty }(X\times (\mathbb {R} ^{N}\backslash \{0\}))}, so dass jedes {\displaystyle a_{j}} positiv homogen von der Ordnung {\displaystyle m-j} in der Variablen {\displaystyle \xi } ist. Es muss also
{\displaystyle a_{j}(x,t\xi )=t^{m-j}a_{j}(x,\xi )\qquad \forall (x,t,\xi )\in X\times \mathbb {R} ^{N}\times \mathbb {R} _{+}}
gelten und außerdem muss
{\displaystyle a(x,\xi )-\sum _{j=0}^{k-1}\phi (x)a_{j}(x,\xi )\in S^{m-k}(X\times \mathbb {R} ^{N})}
für alle {\displaystyle k\in \mathbb {N} } gelten. Dies liefert eine asymptotische Entwicklung von {\displaystyle a}.